# Amata antitheta
Amata antitheta är en fjärilsart som beskrevs av Edward Meyrick 1876. Amata antitheta ingår i släktet Amata och familjen björnspinnare. Inga underarter finns listade i Catalogue of Life.